# 42 v. Chr.
Portal Geschichte | Portal Biografien | Aktuelle Ereignisse | Jahreskalender | Tagesartikel

◄ |
2. Jahrhundert v. Chr. |
1. Jahrhundert v. Chr. |
1. Jahrhundert |
►

◄ | 60er v. Chr. | 50er v. Chr. | 40er v. Chr. | 30er v. Chr. |
20er v. Chr. |
►

◄◄ | ◄ | 45 v. Chr. | 44 v. Chr. | 43 v. Chr. | 42 v. Chr. |
41 v. Chr. |
40 v. Chr. |
39 v. Chr. |
► |
►►
Staatsoberhäupter

## Ereignisse

### Politik und Weltgeschehen
Der Triumvir Marcus Aemilius Lepidus und Lucius Munatius Plancus werden ordentliche Konsuln des Römischen Reichs.

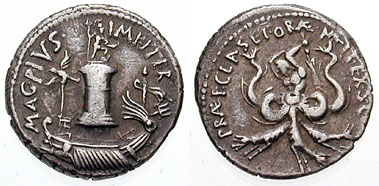
Denarius des Sextus Pompeius, geprägt 42 v. Chr. anlässlich seines Sieges über die Flotte Octavians

- März: Sextus Pompeius, jüngster Sohn von Gnaeus Pompeius Magnus, bringt Sizilien unter seine Kontrolle. Den bisherigen Statthalter Pompeius Bithynicus, der Messana unter der Bedingung einer Regierungsteilung übergibt lässt Sextus nach einer Anstandsfrist beseitigen. Durch die Eroberung Siziliens bekommt er die Zeit und die Mittel, eine Armee aufzustellen, während seine Flotte von ihrer zentralen Position die Getreideversorgung Roms gefährdet. Durch Abfangen der Seetransporte und Überfälle auf die Küste erreicht Sextus tatsächlich, dass in Rom Hungersnot ausbricht. Octavian entsendet daraufhin im Frühsommer Quintus Salvidienus Rufus Salvius mit einer Flotte, die von Pompeius jedoch bei Scyllaeum in der Straße von Messina gestellt und zurückgetrieben wird.
- Schlacht bei Philippi im Oktober/November:
  - mutmaßlich am 23. Oktober: Die Caesar-Attentäter Marcus Iunius Brutus und Cassius werden mit ihren Heeren von den Verbänden des Triumvirats unter Oktavian, Marcus Antonius und Marcus Aemilius Lepidus zum Kampf gestellt. Cassius verliert gegen Marcus Antonius und begeht im Glauben, sein Mitstreiter Brutus habe die Schlacht gegen Oktavian ebenfalls verloren, Suizid.
  - mutmaßlich am 16. November: Marcus Iunius Brutus unterliegt mit seinem Heer den Truppen Oktavians und Marcus Antonius’, flüchtet und begeht Suizid.
- Rede der Hortensia gegen die Sonderbesteuerung von Frauen im alten Rom

### Kultur
- Vergil beginnt mit der Verfassung seiner Eclogae (Eklogen).

### Religion

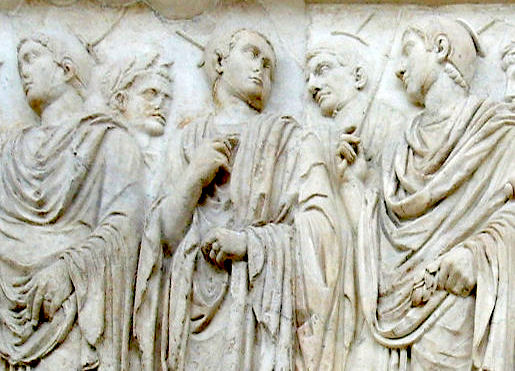
Flamines maiores und flamen Divi Iulii auf einem Relief der Ara Pacis

- Mit der offiziellen consecratio wird der vor zwei Jahren ermordete Gaius Iulius Caesar zum Divus Iulius erhoben. Gleichzeitig mit dieser Apotheose wird das Priesteramt des Flamen Divi Iulii geschaffen.

## Geboren
- 16. November: Tiberius Claudius Nero, römischer Kaiser († 37 n. Chr.)
- Marcus Claudius Marcellus, Römer († 23 v. Chr.)

## Gestorben
- Pacuvius Antistius Labeo, römischer Jurist
- Gaius Antonius, römischer Politiker
- Ariobarzanes III., König von Kappadokien
- Marcus Iunius Brutus, ein Verschwörer gegen Julius Cäsar (Suizid) (* 85 v. Chr.)
- Gaius Cassius Longinus, ein Verschwörer gegen Julius Cäsar (Suizid) (* um 85 v. Chr.)
- Publius Cornelius Lentulus Spinther, römischer Politiker
- Marcus Livius Drusus Claudianus, römischer Politiker
- um 42 v. Chr.: Theodotos von Chios, Rhetoriklehrer
- um 42 v. Chr.: Lucius Cornelius Cinna, römischer Politiker
- um 42 v. Chr.: Quintus Ligarius, römischer Politiker
- um 42 v. Chr.: Gaius Matius, Römer